# Placówka Straży Granicznej w Żywcu
Placówka Straży Granicznej w Żywcu – obecnie nieistniejąca graniczna jednostka organizacyjna Straży Granicznej realizująca zadania w ochronie granicy państwowej z Republiką Słowacką.

## Formowanie i zmiany organizacyjne
Placówka Straży Granicznej w Żywcu (Placówka SG w Żywcu) z siedzibą w miejscowości Żywiec, została utworzona 15 stycznia 2008 roku zarządzeniem Komendanta Głównego Straży Granicznej w strukturach Karpackiego Oddziału Straży Granicznej w Nowym Sączu, która przejęła do ochrony odcinek granicy państwowej dotychczas ochraniany przez placówki Straży Granicznej: w Korbielowie i Zwardoniu. Podyktowane to było z realizacją przez Straż Graniczną nowych zadań, po włączeniu Polski do strefy Schengen (zniesienie kontroli granicznej i odstąpienie od konieczności fizycznej ochrony granicy państwowej), obszar działania uległ przesunięciu w głąb kraju .
Zarządzeniem nr 93 Komendanta Głównego Straży Granicznej z dnia 17 grudnia 2013 roku, 31 grudnia 2013 roku zniesione zostały placówki straży granicznej w Cieszynie i Żywcu, w miejsce których, 1 stycznia 2014 roku utworzona została Placówka Straży Granicznej w Bielsku-Białej (Placówka SG w Bielsku-Białej) z siedzibą w Cieszynie .

## Ochrona granicy

### Terytorialny zasięg działania
Stan z 1 sierpnia 2011
Obszar działania obejmował:
- Włącznie znak graniczny nr III/82, wyłącznie znak gran. nr III/201(I/1) .
- Linia rozgraniczenia:

1. z placówką Straży Granicznej w Zakopanem: włącznie znak gran. nr III/82, dalej granicą gmin: Lipnica Wielka, Jabłonka, Spytkowice i Raba Wyżna oraz Zawoja i Bystra Sidzina.
2. z placówką Straży Granicznej w Cieszynie: wyłącznie znak  gran. nr III/201 (I/1), wyłącznie most na rzece Czadeczka (4346-5490-8), prawym brzegiem rzeki Czadeczka do zetknięcia się granicy miejscowości Jaworzynka, Koniaków i Istebna, granicą miejscowości Koniaków oraz Istebna, dalej granicą gmin: Milówka, Radziechowy-Wieprz i Lipowa oraz Istebna, Wisła i Szczyrk.

- Poza strefą nadgraniczną obejmowała powiaty: oświęcimski, wadowicki, chrzanowski, olkuski, krakowski bez gminy Zabierzów, z powiatu suskiego gminy: Budzów, Zembrzyce, Sucha Beskidzka, Jordanów, z powiatu żywieckiego gminy: Łodygowice, Łękawica, Ślemień, Gilowice, Czernichów, Żywiec.

### Placówki sąsiednie
- Placówka SG w Zakopanem ⇔ Placówka SG w Cieszynie.

## Komendanci placówki
- ppłk SG Sławomir Walczak (15.01.2008–11.02.2013)[3]
- mjr SG/ppłk SG Jacek Stajniak (14.05.2013–05.12.2013)[4]
- por. SG Piotr Tomaszek p.o. (06.12.2013–31.12.2013) – do rozformowania[5].